# Домініканська Республіка на літніх Олімпійських іграх 2016
Домініканська Республіка на літніх Олімпійських ігор 2016 була представлена 29 спортсменами у 11 видах спорту, які завоювали одну бронзову медаль.

## Медалісти
| Медалі | Спортсмени  | Вид спорту | Дисципліна         | Дата      |
| ------ | ----------- | ---------- | ------------------ | --------- |
| Бронза | Луїсіто Піє | Тхеквондо  | чоловіки, до 58 кг | 17 серпня |

## Спортсмени
| Дисципліна      | Чоловіки | Жінки | Разом |
| --------------- | -------- | ----- | ----- |
| Стрільба з лука | 0        | 1     | 1     |
| Легка атлетика  | 11       | 2     | 13    |
| Бокс            | 2        | 0     | 2     |
| Велоспорт       | 1        | 0     | 1     |
| Кінний спорт    | 0        | 1     | 1     |
| Дзюдо           | 1        | 0     | 1     |
| Стрільба        | 1        | 0     | 1     |
| Плавання        | 1        | 1     | 2     |
| Тхеквондо       | 2        | 1     | 3     |
| Теніс           | 1        | 0     | 1     |
| Важка атлетика  | 1        | 2     | 3     |
| Разом           | 21       | 8     | 29    |

## Змагання

### Бокс
| Спортсмен             | Категорія          | 1/32                      | 1/16               | Чвертьфінал        | Півфінал           | Фінал              | Фінал      |
| Спортсмен             | Категорія          | Суперник Результат        | Суперник Результат | Суперник Результат | Суперник Результат | Суперник Результат | Місце      |
| --------------------- | ------------------ | ------------------------- | ------------------ | ------------------ | ------------------ | ------------------ | ---------- |
| Леонель де лос Сантос | до 52 кг, чоловіки | Йоель Фіноль (VEN) L 0–3  | не пройшов         | не пройшов         | не пройшов         | не пройшов         | не пройшов |
| Ектор Гарсія          | до 56 кг, чоловіки | Дмитро Асанов (BLR) L 1–2 | не пройшов         | не пройшов         | не пройшов         | не пройшов         | не пройшов |

### Важка атлетика
| Спортсмен            | Категорія          | Ривок     | Ривок | Поштовх   | Поштовх | Разом | Місце |
| Спортсмен            | Категорія          | Результат | Місце | Результат | Місце   | Разом | Місце |
| -------------------- | ------------------ | --------- | ----- | --------- | ------- | ----- | ----- |
| Луїс Альберто Гарсія | до 56 кг, чоловіки | 118       | 9     | 145       | 9       | 263   | 8     |
| Беатріс Пірон        | до 48 кг, жінки    | 85        | 2     | 102       | 5       | 187   | 4     |
| Юделькіс Контрерас   | до 58 кг, жінки    | 100       | 5     | 117       | 6       | 217   | 6     |

### Велоспорт
| Спортсмен           | Дисципліна                      | Час          | Місце        |
| ------------------- | ------------------------------- | ------------ | ------------ |
| Дієго Мілан Хіменес | групова шосейна гонка, чоловіки | не фінішував | не фінішував |

### Дзюдо
| Спортсмен    | Категорія          | 1/64               | 1/32                        | 1/16                           | Чвертьфінал                    | Півфінал           | Втішний раунд                 | Фінал              | Фінал |
| Спортсмен    | Категорія          | Суперник Результат | Суперник Результат          | Суперник Результат             | Суперник Результат             | Суперник Результат | Суперник Результат            | Суперник Результат | Місце |
| ------------ | ------------------ | ------------------ | --------------------------- | ------------------------------ | ------------------------------ | ------------------ | ----------------------------- | ------------------ | ----- |
| Вандер Матео | до 66 кг, чоловіки | Bye                | Родрик Куку (COD) W 010—000 | Сержіу Олейнік (POR) W 100—000 | Ебінума Масасі (JPN) L 000—111 | не пройшов         | Рішод Собіров (UZB) L 000—100 | Did not advance    | 7     |

### Кінний спорт
| Спортсмен             | Кінь      | Дисципліна            | Grand Prix | Grand Prix | Grand Prix Special | Grand Prix Special | Grand Prix Freestyle | Grand Prix Freestyle | Разом      | Разом      |
| Спортсмен             | Кінь      | Дисципліна            | Бали       | Місце      | Бали               | Місце              | Техніка              | Artistic             | Бали       | Місце      |
| --------------------- | --------- | --------------------- | ---------- | ---------- | ------------------ | ------------------ | -------------------- | -------------------- | ---------- | ---------- |
| Івонн Лосос де Муньїс | Фоко Локо | індивідуальна виїздка | 61.300     | 59         | не пройшов         | не пройшов         | не пройшов           | не пройшов           | не пройшов | не пройшов |

### Легка атлетика
Трекові та шосейні дисципліни
| Спортсмен                                                                                   | Дисципліна                   | Гіт              | Гіт              | Півфінал   | Півфінал   | Фінал      | Фінал      |
| Спортсмен                                                                                   | Дисципліна                   | Результат        | Місце            | Результат  | Місце      | Результат  | Місце      |
| ------------------------------------------------------------------------------------------- | ---------------------------- | ---------------- | ---------------- | ---------- | ---------- | ---------- | ---------- |
| Стенлі дель Кармен                                                                          | 200 м, чоловіки              | 20.55            | 6                | не пройшов | не пройшов | не пройшов | не пройшов |
| Жанкарлос Мартінес                                                                          | 200 м, чоловіки              | 20.97            | 7                | не пройшов | не пройшов | не пройшов | не пройшов |
| Густаво Квеста                                                                              | 400 м, чоловіки              | 46.92            | 7                | не пройшов | не пройшов | не пройшов | не пройшов |
| Лугелін Сантос                                                                              | 400 м, чоловіки              | 45.61            | 2 Q              | 44.71 SB   | 4          | не пройшов | не пройшов |
| Йогандріс Андужар Майобанекс де Олео Стенлі дель Кармен Жанкарлос Мартінес Крістофер Валдес | естафета 4 × 100 м, чоловіки | дискваліфіковано | дискваліфіковано | Н/Д        | Н/Д        | не пройшли | не пройшли |
| Луїс Чарльз Густаво Квеста Максімо Мерседес Жуандер Сантос Лугелін Сантос Йон Соріано       | естафета 4 × 400 м, чоловіки | 3:01.76          | 5                | Н/Д        | Н/Д        | не пройшли | не пройшли |
| Маріель Санчес                                                                              | 200 м, жінки                 | 23.39            | 7                | не пройшла | не пройшла | не пройшла | не пройшла |

Польові дисципліни
| Спортсмен     | Дисципліна               | Кваліфікація | Кваліфікація | Фінал      | Фінал      |
| Спортсмен     | Дисципліна               | Результат    | Місце        | Результат  | Місце      |
| ------------- | ------------------------ | ------------ | ------------ | ---------- | ---------- |
| Ана Хосе Тіма | потрійний стрибок, жінки | 13.61        | 27           | не пройшла | не пройшла |

### Плавання
| Спортсмен        | Дисципліна                     | Гіт   | Гіт   | Півфінал   | Півфінал   | Фінал      | Фінал      |
| Спортсмен        | Дисципліна                     | Час   | Місце | Час        | Місце      | Час        | Місце      |
| ---------------- | ------------------------------ | ----- | ----- | ---------- | ---------- | ---------- | ---------- |
| Джонні Перес     | 100 м вільним стилем, чоловіки | 51.50 | 52    | не пройшов | не пройшов | не пройшов | не пройшов |
| Доріан Макменемі | 50 м вільним стилем, жінки     | 27.37 | 55    | не пройшов | не пройшов | не пройшов | не пройшов |

### Стрільба
| Спортсмен       | Дисципліна     | Кваліфікація | Кваліфікація | Півфінал   | Півфінал   | Фінал      | Фінал      |
| Спортсмен       | Дисципліна     | Бали         | Місце        | Бали       | Місце      | Бали       | Місце      |
| --------------- | -------------- | ------------ | ------------ | ---------- | ---------- | ---------- | ---------- |
| Едуардо Лоренсо | трап, чоловіки | 114          | 20           | не пройшов | не пройшов | не пройшов | не пройшов |

### Стрільба з лука
| Спортсмен     | Дисципліна                    | Посів     | Посів | 1/64                    | 1/32               | 1/16               | Чвертьфінал        | Півфінал           | Фінал              | Фінал      |
| Спортсмен     | Дисципліна                    | Результат | Місце | Суперник Результат      | Суперник Результат | Суперник Результат | Суперник Результат | Суперник Результат | Суперник Результат | Місце      |
| ------------- | ----------------------------- | --------- | ----- | ----------------------- | ------------------ | ------------------ | ------------------ | ------------------ | ------------------ | ---------- |
| Єссіка Каміло | жінки, індивідуальна першість | 525       | 64    | Чхве Мі Сун (KOR) L 0–6 | не пройшла         | не пройшла         | не пройшла         | не пройшла         | не пройшла         | не пройшла |

### Теніс
| Спортсмен              | Дисципліна                 | 1/64                                    | 1/32               | 1/16               | Чвертьфінал        | Півфінал           | Фінал              | Фінал      |
| Спортсмен              | Дисципліна                 | Суперник Результат                      | Суперник Результат | Суперник Результат | Суперник Результат | Суперник Результат | Суперник Результат | Місце      |
| ---------------------- | -------------------------- | --------------------------------------- | ------------------ | ------------------ | ------------------ | ------------------ | ------------------ | ---------- |
| Віктор Естрелья Бургос | чоловічий одиночний турнір | Фабіо Фоніні (ITA) L 6–2, 6–7(4–7), 0–6 | не пройшов         | не пройшов         | не пройшов         | не пройшов         | не пройшов         | не пройшов |

### Тхеквондо
| Спортсмен       | Дисципліни         | 1/16                                  | Чвертьфінал              | Півфінал                   | Внішний раунд      | Фініл                         | Фініл      |
| Спортсмен       | Дисципліни         | Суперник Результат                    | Суперник Результат       | Суперник Результат         | Суперник Результат | Суперник Результат            | Місце      |
| --------------- | ------------------ | ------------------------------------- | ------------------------ | -------------------------- | ------------------ | ----------------------------- | ---------- |
| Луїсіто Піє     | до 58 кг, чоловіки | Левент Тункат (GER) W дискваліфікація | Руй Браганса (POR) W 4–1 | Тавін Ханпраб (THA) L 7–11 | Bye                | Хесус Тортоса (ESP) W 6–5 SUD | 3          |
| Мойсес Ернандес | до 80 кг, чоловіки | Тахір Гюлеч (GER) L 2–4               | не пройшов               | не пройшов                 | не пройшов         | не пройшов                    | не пройшов |
| Кетрін Родрігес | понад 67 кг, жінки | Віам Діслам (MAR) L 1–5               | не пройшла               | не пройшла                 | не пройшла         | не пройшла                    | не пройшла |